# Russians
Russians è un singolo del cantautore britannico Sting, pubblicato il 1º novembre 1985 come quarto estratto dall'album in studio The Dream of the Blue Turtles.
Il singolo ottenne un notevole riscontro di pubblico, che permise all'album di riportarsi ai primi posti per l'intera stagione primaverile. Analoga sorte ottenne in Italia, anche in virtù della partecipazione di Sting come ospite speciale al Festival di Sanremo 1986.

## Descrizione
La canzone rappresenta una dichiarazione d'intenti contro l'allora dominante politica estera della guerra fredda e della dottrina della distruzione mutua assicurata tra Stati Uniti ed Unione Sovietica.
La musica riprende un tema di Sergej Sergeevič Prokof'ev (Il tenente Kiže, Op. 60). La melodia è ricca e sontuosa, accompagnata da una partitura orchestrale, ed inizia e termina con un ticchettìo di orologio, richiamo all'iconico orologio dell'apocalisse. La canzone è stata accompagnata da un suggestivo videoclip in bianco e nero diretto dal fotografo Anton Corbijn.
La canzone si focalizza particolarmente sulle dinamiche che hanno dato vita alla guerra fredda tra USA e URSS. Il testo non si schiera esplicitamente da nessuna delle due parti ("there's no monopoly on common sense / on either side of the political fence" - "non c'è monopolio sul buon senso / da entrambi i lati della barricata politica"), ma descrive i pensieri dei cittadini comuni di entrambe le superpotenze e la loro divergenza politica su quanto stava accadendo ("there's no such thing as a winnable war / it's a lie we don't believe anymore" - "non esiste una guerra che possa essere vinta / è una bugia a cui non crediamo più"). Sting prende le distanze sia dal presidente statunitense Ronald Reagan che dal premier sovietico Nikita Chruščёv, citandoli esplicitamente e dicendo di non condividere le loro dichiarazioni, e ribadisce più volte come per la scienza gli esseri umani siano tutti uguali, anche se la pensano diversamente tra loro ("we share the same biology / regardless of ideology" - "condividiamo la stessa biologia / a prescindere dall'ideologia"). Il cantante spera quindi che "anche i russi amino i loro figli" ("the Russians love their children too") e sostiene che ciò sia l'unica cosa in grado di salvare il mondo da un'eventuale cancellazione a opera delle armi nucleari, che Sting definisce "Oppenheimer's deadly toy" - "il giocattolo mortale di Oppenheimer".
Storicamente, quando Russians fu composta, erano in corso gli ultimi 4 anni della guerra fredda: nel marzo del 1985 Michail Gorbačëv era diventato segretario generale del PCUS e nel 1989 lo stesso Gorbačëv e il successore di Reagan alla presidenza americana George H. W. Bush decretarono la fine della contrapposizione politico-ideologica al summit di Malta, con la conseguente dissoluzione dell'Unione Sovietica avvenuta due anni dopo.

### Origine e storia
In un'intervista del 2010, Sting ha ammesso di aver trovato l'ispirazione per comporre la canzone dopo aver assistito ad una trasmissione della TV sovietica:
Sting ha eseguito la canzone ai Grammy Awards del 1986. Questa performance è stata inserita nell'album Grammy's Greatest Moments, Volume 1 del 1994.
Nel marzo 2022 Sting ha cantato nuovamente Russians in seguito all'invasione dell'Ucraina da parte della Russia di Vladimir Putin e del conflitto che ne è derivato, pubblicando sui propri social network un filmato in cui, dopo aver lanciato un appello per la pace e dichiarato la propria solidarietà al popolo ucraino, ha eseguito il brano in un'inedita versione accompagnata dalla chitarra acustica, suonata da lui stesso, e da un violoncello.

## Accoglienza
Il cantautore italiano Antonello Venditti aprì una polemica, accusando Sting di qualunquismo e sottolineando come una canzone con un testo così in Italia sarebbe stata oggetto di pesanti critiche: questa presa di posizione di Venditti fu rimarcata da una canzone che egli pubblicò l'estate stessa nell'album Venditti e segreti, intitolata Rocky, Rambo e Sting, dove il solo accostamento del cantautore ai personaggi di Rocky Balboa e John Rambo (entrambi interpretati dall'attore Sylvester Stallone), due simulacri di un certo edonismo di stampo americano, era sufficiente per esprimere una certa dissociazione. Sting non diede peso a questa polemica, limitandosi, in un'intervista a la Repubblica, a rispondere con toni ironici, augurando a Venditti di avere successo con il suo brano e dandogli la sua benedizione.
Nel 1986, molti pensarono che la canzone Futuro presentata da Orietta Berti al Festival di Sanremo fosse la continuazione di Russians. Sting aveva infatti partecipato come ospite al Festival.
Il brano è apparso in alcuni promo della seconda stagione della serie televisiva The Americans, che ha come scenario proprio quello della guerra fredda.

## Tracce
7"
1. Russians – 3:57
2. Gabriel's Message – 2:15

12" maxi
1. Russians – 3:57
2. Gabriel's Message – 2:10
3. I Burn for You (Live) – 4:40

Download digitale, streaming
1. Russians (Guitar/Cello Version) – 2:47

## Formazione
- Fotografia di Anton Corbijn
- Realizzato in Germania Ovest dalla Polygram

Russians
- Scritta da Sting
- Registrata da Jim Scott
- Prodotta da Pete Smith

Gabriel's Message
- Canto tradizionale basco
- Arrangiata da Sting
- Missata e registrata da Pete Smith

I Burn for You
- Scritta da Sting
- Missata, registrata e prodotta da Pete Smith

## Classifiche

### Classifiche settimanali
| Classifica (1985/86)          | Posizione massima |
| ----------------------------- | ----------------- |
| Belgio (Fiandre)              | 7                 |
| Australia                     | 11                |
| Canada                        | 35                |
| Francia                       | 2                 |
| Germania                      | 4                 |
| Irlanda                       | 11                |
| Italia                        | 2                 |
| Nuova Zelanda                 | 25                |
| Paesi Bassi                   | 8                 |
| Regno Unito                   | 12                |
| Stati Uniti                   | 16                |
| Stati Uniti (mainstream rock) | 34                |
| Svezia                        | 16                |
| Svizzera                      | 13                |

### Classifiche di fine anno
| Classifica (1986) | Posizione |
| ----------------- | --------- |
| Australia         | 53        |
| Belgio (Fiandre)  | 91        |
| Francia           | 18        |
| Germania          | 50        |
| Italia            | 13        |